# KSnapshot
KSnapshot is een programma om schermafbeeldingen te maken, oorspronkelijk ontwikkeld voor KDE door Richard Moore, Matthias Ettrich en Aaron Seigo. De schermafbeeldingen die genomen worden door KSnapshot worden snapshots genoemd. Het oorspronkelijke programma voor KDE was geschreven in C++, waarbij gebruik werd gemaakt van Qt. De huidige TDE-versie wordt gemaakt met hun eigen TQt-toolkit. Er kunnen sneltoetsen worden toegewezen aan KSnapshot om schermafbeeldingen te maken.
In december 2015 is KSnapshot in KDE vervangen door Spectacle. In TDE wordt het programma nog gebruikt en doorontwikkeld.

## Functies
- Schermafbeeldingen opslaan in verschillende bestandsformaten;
- Mogelijkheid om een schermafbeelding te bewerken in een extern programma;
- Schermafbeelding kopiëren naar het klembord;
- Het opslaan van een geselecteerd gebied of een enkel venster;
- Mogelijkheid om een wachttijd alvorens het maken van de afbeelding in te stellen.